# Tais-toi !
Tais-toi ! (Brasil: Dupla Confusão / Portugal: Cala-te!), também conhecido como Ruby & Quentin, é um filme de comédia policial francês, dirigido por Francis Veber. Lançado em 2003, foi protagonizado por Gérard Depardieu e Jean Reno.
O filme se tornou popular na China depois de ser dublado no Mandarim nordestino.

## Enredo
O extrovertido francês Quentin deixa todos loucos com sua extrema estupidez e tagarelice. Após tentar assaltar um banco, é enviado para a cadeia, mas deixa todos seus colegas de cela enlouquecidos por não calar a boca. Enquanto isso, Ruby é um ladrão profissional que deseja vingança contra seu chefe, o mafioso Vogel, por ele ter assassinado sua própria esposa, com quem Ruby mantinha um caso. Ao tentar roubar uma enorme quantia de Vogel, Ruby é preso, mas se nega a revelar qualquer coisa sobre o dinheiro. Os policiais decidem colocá-lo junto a Quentin na esperança de que Ruby lhes revele algo. Acreditando que finalmente encontrou um amigo, o atrapalhado Quentin passa a seguir o mal-humorado Ruby por todos os lados. Juntos os dois acabam fugindo da prisão e precisam permanecer juntos enquanto tentam despistar os tiras e os capangas de Vogel.

## Elenco
- Gerard Depardieu....Quentin de Montargis
- Jean Reno....Ruby de Puteaux
- Richard Berry....Comissário Vernet
- André Dussollier....psiquiatra da prisão
- Jean-Pierre Malo....Vogel
- Jean-Michel Noirey....Lambert
- Laurent Gamelon.....Mauricet
- Aurelien Recoing.....Rocco
- Vincent Moscato.....Raffi
- Ticky Holgado....Martineau, o bêbado
- Leonor Varela....Kátia/Sandra
- Guy Delamarche....Maximillian Lefevbre
- Rebecca Potok....Isabel Lefebvre
- Loïc Brabant....Legsman
- Arnaud Cassand....Bourgoin
- Stéphane Boucher....guarda da prisão
- Pétronille Moss....enfermeira da prisão
- Philippe Brigaud....paciente do hospício
- Ludovic Berthillot.... presidiário gordo
- Thierry Ashanti.... presidiário negro